# Star (Luik)
Star-Gem en Star zijn historische Belgische merken van motorfietsen.
Bedrijfsnamen: Ets. Lummerzheim, Liège (1930-1933) , later SA Usines Star, Liège (1933-1940 en 1947-ca. 1961).
H. Lummerzheim bouwde van 1930 tot 1933 lichte motoren met 98- en 123 cc Gillet Herstal en Sachs-blokjes. In eerste instantie werden deze onder de naam Star uitgebracht, vanaf 1932 onder de naam Star-GEM. Al snel werd er contact gelegd met Fernand Laguesse, die bij FN en Gillet gewerkt had. Hij maakte 175 cc blokken die uiteraard veel leken op die van Gillet, maar die enkele bijzondere eigenschappen hadden. Zo zorgde een automatische kleppenlichter tijdens het schakelen voor een kleine daling van het toerental, waardoor het schakelen eenvoudiger werd.
Overigens werden ook in latere jaren Sachs-blokjes van 98 cc toegepast.
Bij het uitbreken van de Tweede Wereldoorlog werd de productie gestaakt, maar in 1947 ging men weer lichte motorfietsjes met de 98 cc Sachs-blokjes produceren. Rond 1950 kwamen er ook 150- en 175 cc modellen met Sachs-motoren. In 1955 bracht Star-GEM de Monet-Goyon Starlet motorscooter met 98 cc Villiers-motor uit. In 1960 probeerde Star-GEM het nog met 48 cc-bromfietsen met Sachs-motor, maar in of kort na 1961 werd de productie beëindigd.
- Andere merken met de naam Star, zie Star (Berlijn) - Star (Coventry) - Star (Dresden) - Star (Wolverhampton).